# Et Gensyn (film fra 1914)
 For alternative betydninger, se Et gensyn. (Se også artikler, som begynder med Et gensyn)
Et Gensyn er en dansk stumfilm fra 1914 med ukendt instruktør.

## Handling
Denne artikel mangler et handlingsreferat. Hjælp os med at skrive det.

## Medvirkende
- Alfred Møller - Godsejer Silenius
- Gyda Aller - Godsejerens datter
- August Falck - Departementschef Linde
- Marie Schmidt - Lindes hustru
- Signe Hagensen - Inger, Lindes datter
- Arvid Ringheim - Direktør Gustav Stjerne
- Nils Chrisander - Ingeniør M. Markander
- Julie Rosenberg - Fru Lindes søster